# پوده

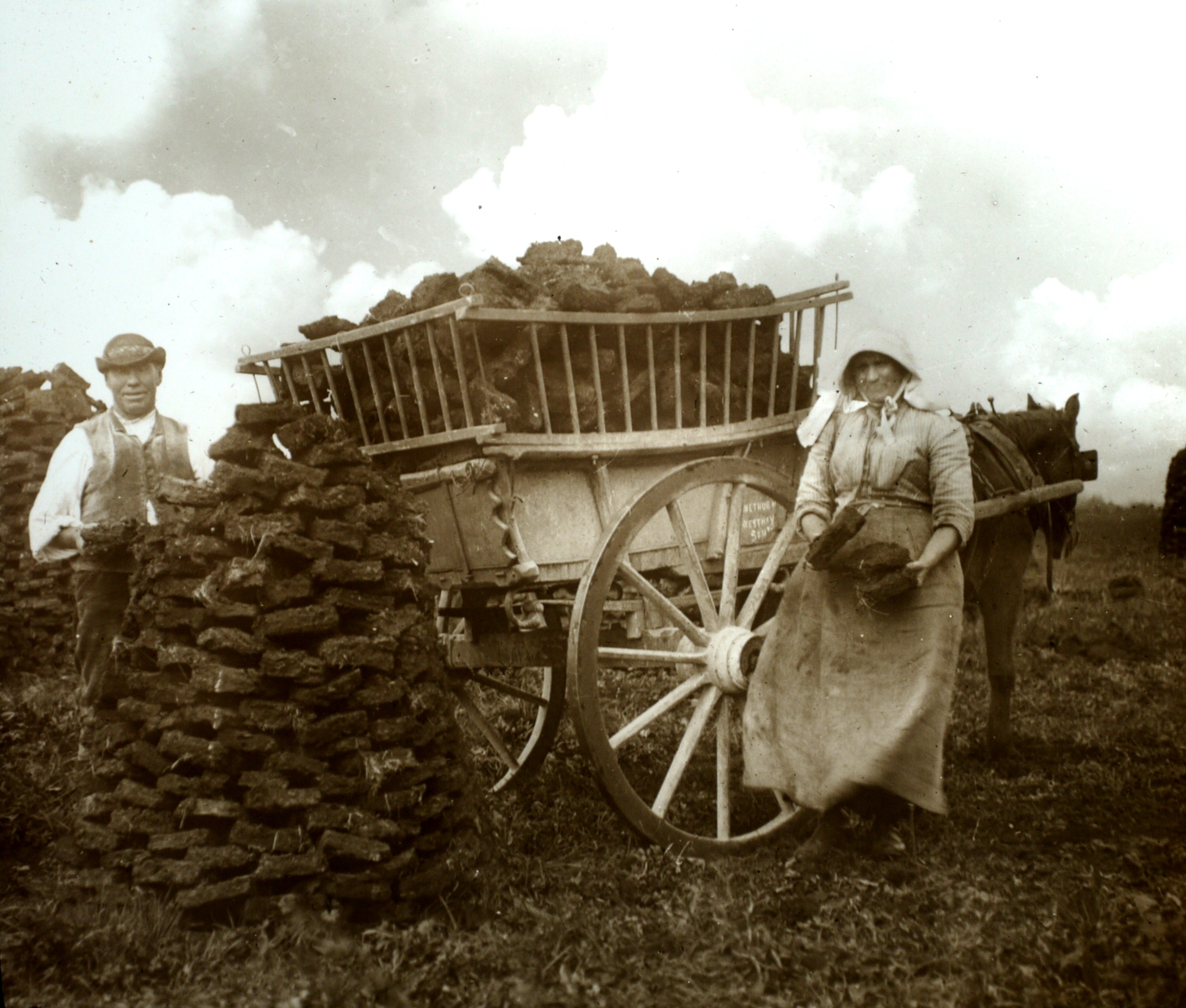
جمع‌آوری پوده در سال ۱۹۰۵

پوده یا تورب به تودهٔ متراکم قهوه‌ای تا سیاه‌رنگ خزه‌ها و گیاهان که به‌طور ناقص تجزیه شده‌اند گفته می‌شود. پوده معمولاً در زمین‌های بسیار مرطوب و در مناطق معتدل و سردسیر جهان به وجود می‌آید و از جمله به عنوان سوخت به‌کار می‌رود. مصارف دیگر پوده عبارت‌اند از خاک گلدان، خاک کشت‌های ویژه، درمان پوست (به‌وسیلهٔ هیومیک اسید موجود)، تولید پارچه‌های سبک و گرم، و فیلترهای آکواریوم.
پوده را می‌توان مرحلهٔ نخست تشکیل زغال قهوه‌ای دانست.
اراضی غنی از پوده را پوده‌زار (به انگلیسی: peatland) می‌گویند.

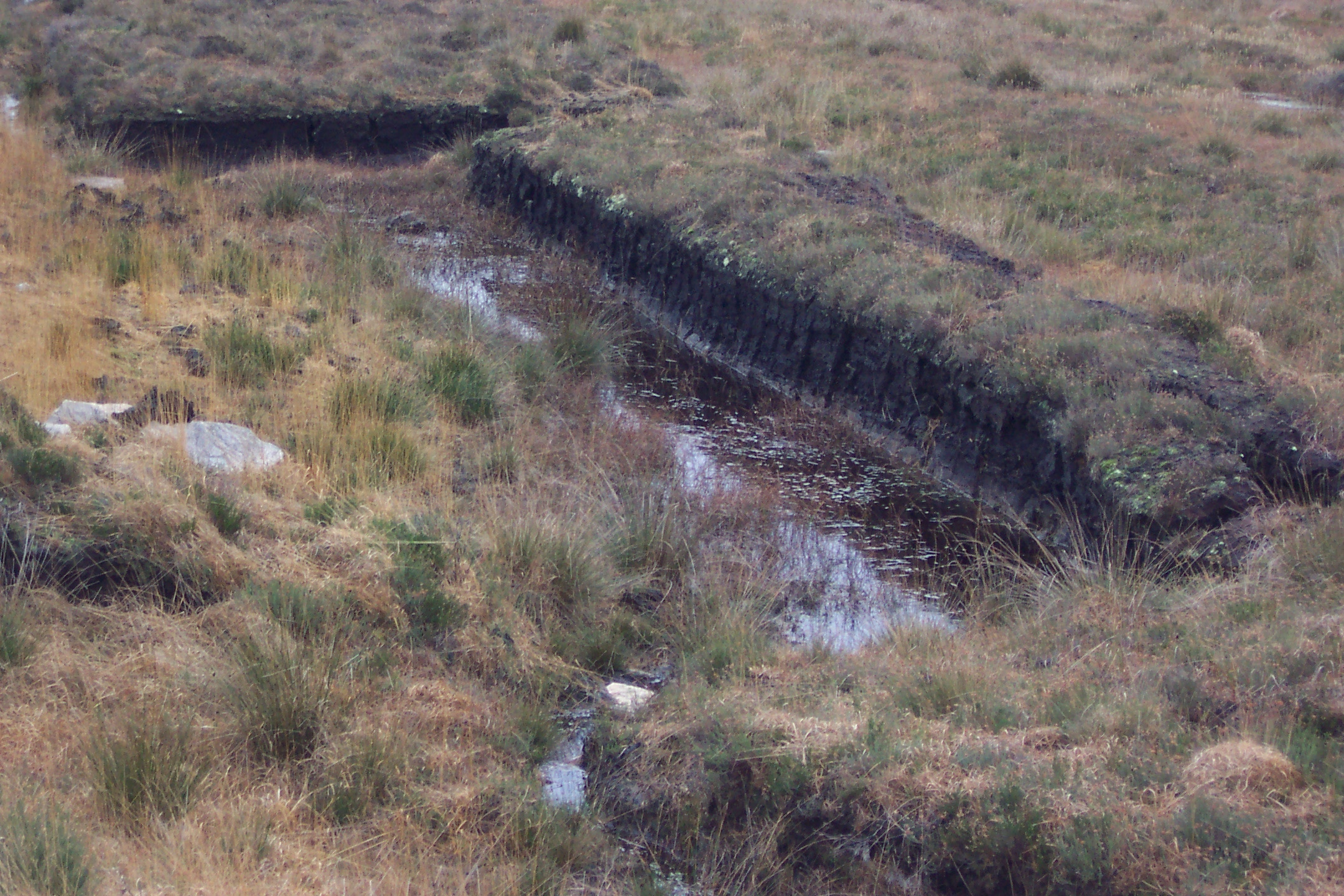

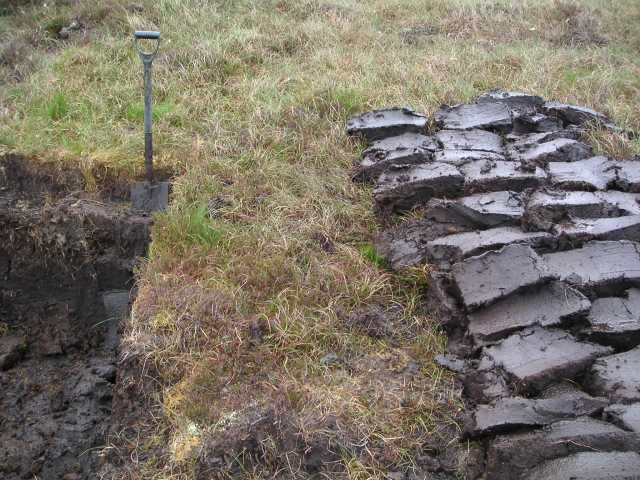

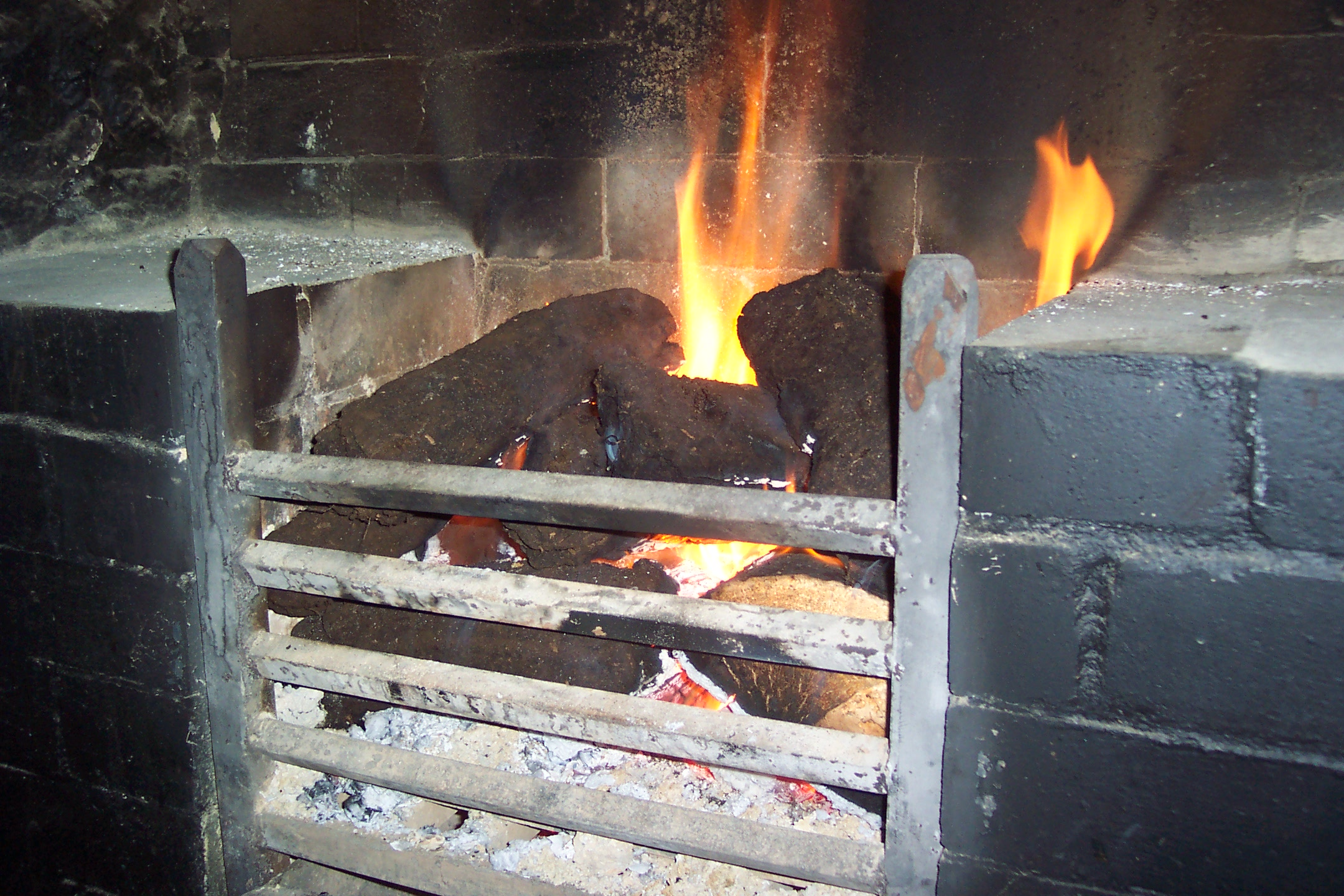